# Rymań
Rymań [ˈrɨmaɲ] (tiếng Đức: Roman) là một ngôi làng ở huyện Kołobrzeg, West Pomeranian Voivodeship, ở phía tây bắc Ba Lan. Đó là chỗ ngồi của gmina (khu hành chính) được gọi là Gmina Rymań. Nó nằm khoảng 25 kilômét (16 mi) về phía nam của Kołobrzeg và 86 km (53 mi) về phía đông bắc của thủ đô khu vực Szczecin.
Trước năm 1945, khu vực này là một phần của Đức. Đối với lịch sử của khu vực, xem Lịch sử của Pomerania.
Làng có dân số 1.214 người.